# Halina Starska

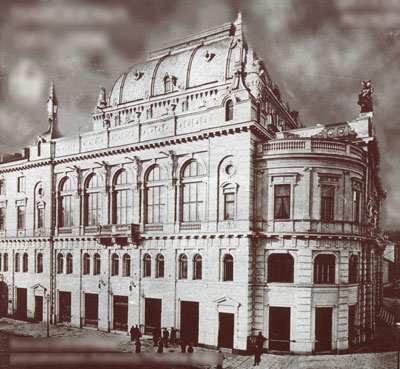
Gmach Filharmonii Narodowej w Warszawie (1901), w której w latach 1906–1939 mieścił się Teatr Mały

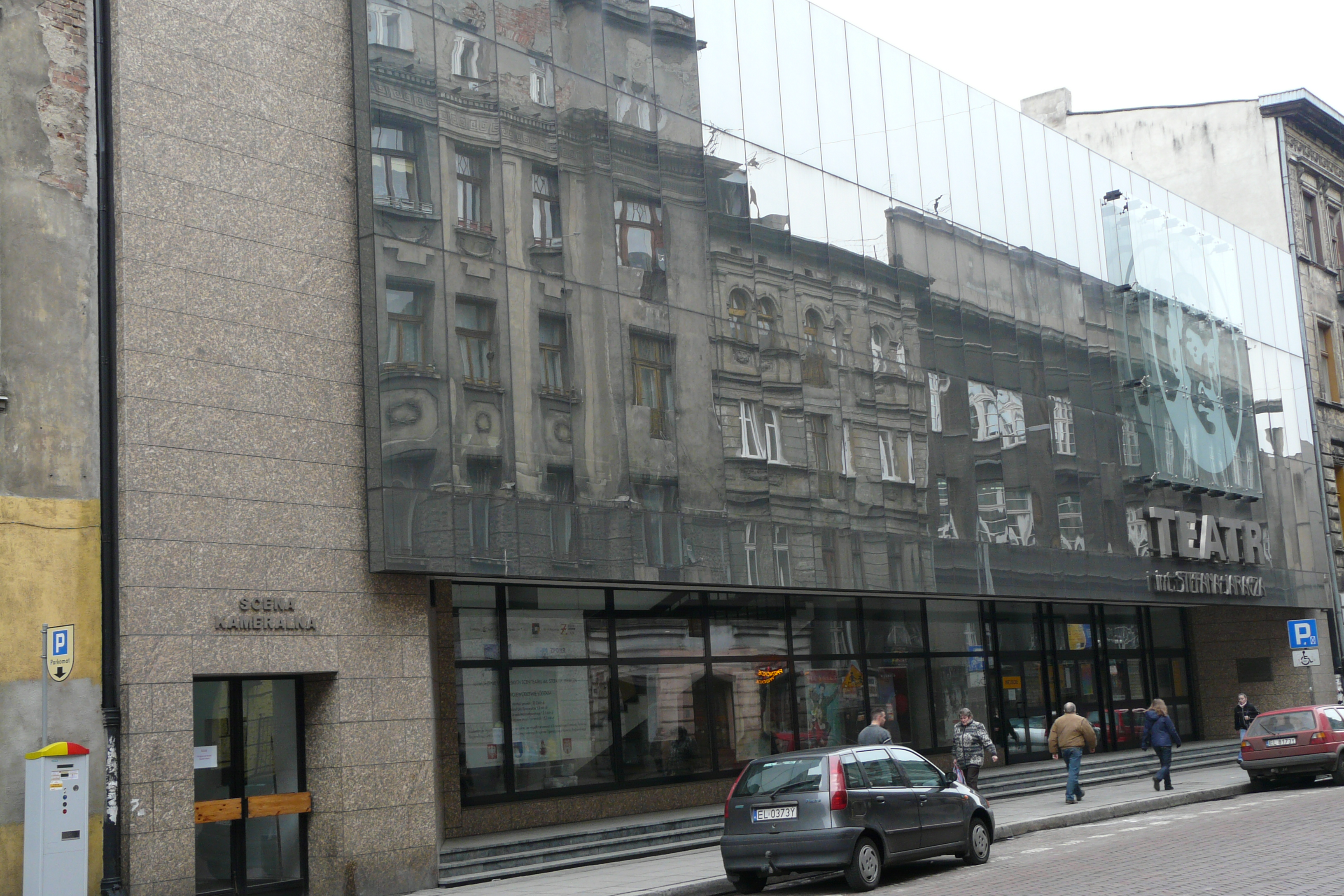
Budynek Teatru im. Stefana Jaracza w Łodzi

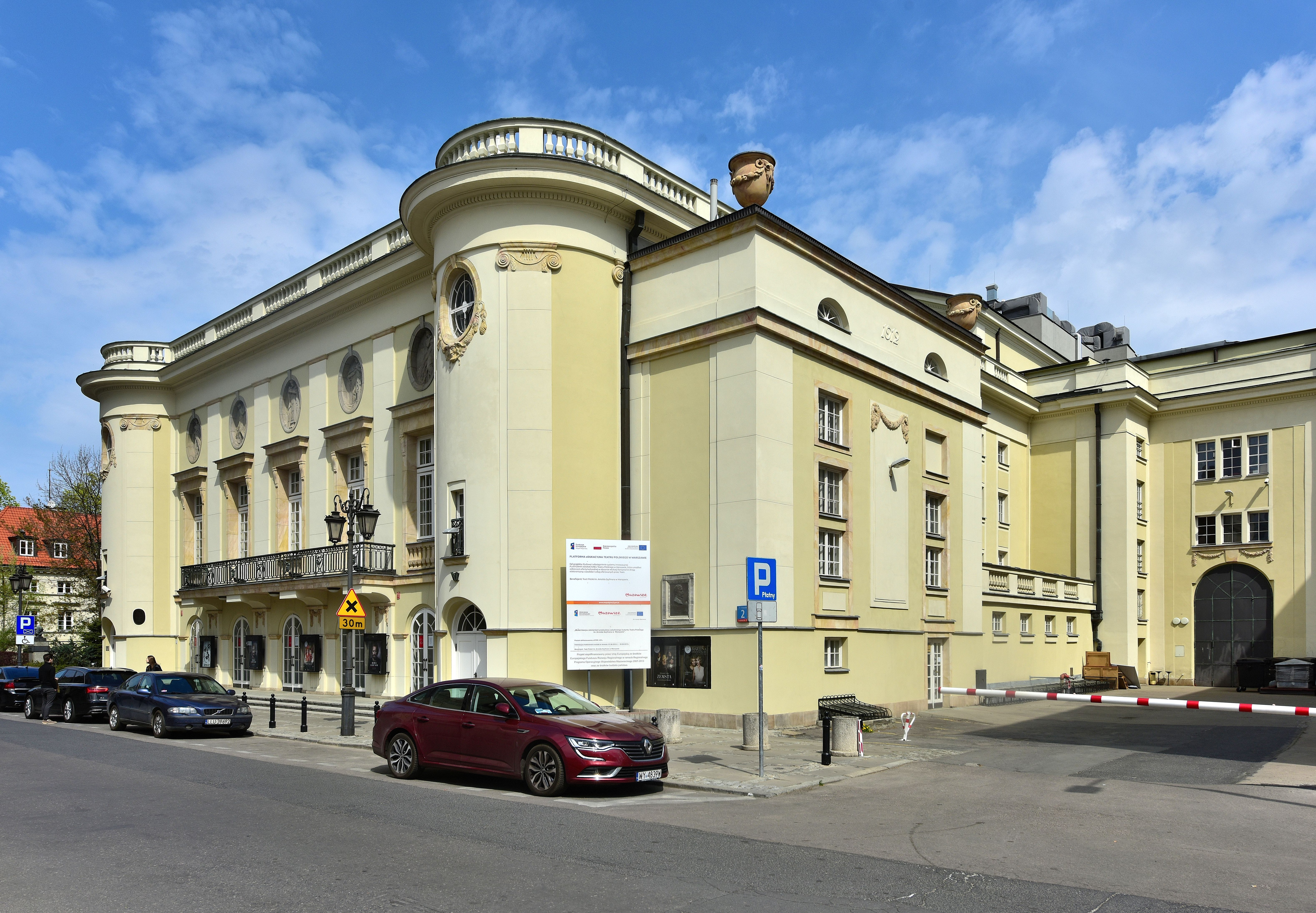
Budynek Teatru Polskiego w Warszawie (projekt Czesława Przybylskiego z 1912)

Halina Starska, właśc. Helena Starkiewicz (ur. 13 stycznia 1888 w Krakowie, zm. 21 sierpnia 1957 w Pruszkowie) – polska aktorka teatralna i filmowa (uznawana za pierwszą gwiazdę filmu polskiego) oraz reżyser, kierownik artystyczny i dyrektor teatrów.

## Życiorys

### Dzieciństwo i młodość
Helena Starkiewicz była córką Józafata Starkiewicza, inspektora podatkowego w Krakowie (pochodzącego z Białorusi) i Wandy de domo Nowickiej (pochodzącej z Kielecczyzny). W dzieciństwie przebywała w Bośni, m.in. w Sarajewie, i w Galicji. Uczęszczała do szkoły w Kołomyi, a następnie w Krakowie (mieszkając u rodziny wuja, Aleksandra Nowickiego). Skończyła pensję sióstr urszulanek i studiowała historię, literaturę i pedagogikę na Wyższych Kursach dla Kobiet im. Adriana Baranieckiego (1904–1905). W czasie rewolucji 1905 roku przewoziła do Warszawy nielegalne wydawnictwa. Aktorstwa uczyła się od 1906 roku u Aleksandra Zelwerowicza i Józefa Kotarbińskiego.

### Lata 1907–1915
Teatry i role
Zadebiutowała 7 stycznia 1907 roku na scenie Teatru Małego w Warszawie, przyjmując pseudonim sceniczny – Halina Starska. W tym teatrze zagrała:
- debiutancki epizod w komedii Niuta Lewandowskiego i Dörmanna
- rolę Matyldy w Lucyferze E. A. Buttiego

Od sezonu 1908/1909 była związana z prowadzonym przez Zelwerowicza teatrem „Victoria” w Łodzi, w którym wystąpiła jako:
- Rachel w Weselu Wyspiańskiego (reż. Zelwerowicz)
- Stella w Fantazym Słowackiego (reż. Zelwerowicz)
- Irina w Trzech siostrach Czechowa (reż. Zelwerowicz)
- Elsinoe w Irydionie Krasińskiego (reż. Mielewski)
- Ofelia w Hamlecie Szekspira (reż. Mielewski)

Zespół teatru Victoria prezentował sztuki (głównie Wesele) w innych miastach, m.in. w Petersburgu, Zgierzu, Kaliszu, Łowiczu, Częstochowie, Lublinie, Kielcach.
W latach 1909–1911 Starska występowała w kierowanym przez Zelwerowicza Teatrze Polskim w Łodzi (później Teatr im. Stefana Jaracza), m.in. jako:
- Barbara w prapremierze sztuki Zygmunt August Wyspiańskiego
- Laura w Zawiszy Czarnym Słowackiego
- Salomea w Horsztyńskim i Śnie srebrnym Salomei Słowackiego
- Rachela w Ponad siły Bjørnsona

Po pożarze budynku Teatru Polskiego w Łodzi Starska grała m.in. w Teatrze Zjednoczonym Franciszka Rychłowskiego w Warszawie (m.in. Maryna w Weselu, Kornelia w Irydionie, Julia w To samo Staffa), a w roku 1912 Arnold Szyfman zaangażował ją do nowego Teatru Polskiego w Warszawie, w którym występowała w latach 1913–1914 m.in. jako:
- Dziewka w Liliach Morstina
- Tekla w Wąsy i peruka Korzeniowskiego
- Kalonike w Gromiwoja Arystofanesa
- Lucynda w Lekarzu mimo woli Moliera
- Małgorzatka w Szopce warszawskiej Oppmana
- Marusia w Dziejach Józefa Perzyńskiego
- Lala w Mezaliansie Wroczyńskiego
- Chochlik w Balladynie Słowackiego.

W tym samym czasie Starska włączyła się do działań Mieczysława Limanowskiego (wspieranych przez Henryka Sienkiewicza i Zenona Przesmyckiego), zmierzających do utworzenia Teatru Powszechnego, który otwarto 15 maja 1915 roku. Teatr wystawił Cyda Corneille’a (parafraza Wyspiańskiego, reż. Limanowski i Zelwerowicz), w którym Starska grała rolę Infantki.
Role w filmach polskich
Współpracę z twórcami pierwszych filmów polskich Starska rozpoczęła w 1913 roku od realizacji 3-częściowej filmowej adaptacji Halki, w której zagrała rolę tytułową. Wystąpiła również w innych filmach:
- 1913 – Tajemnica pokoju nr 100, rola Belli (wytwórnia Kosmofilm)
- 1914 – Męty z Warszawy i Chciałbym, lecz nie wolno, role niezidentyfikowane (Kosmofilm)
- 1914 – Fatalna godzina, rola Wandy Świetliczowej (Kosmofilm)
- 1915 – Szpieg (wytwórnia Sfinks)

W filmie Halka rolę Jontka grał Lucjan Wiśniewski, a rolę Janusza – Jerzy Leszczyński. Wszedł na ekrany kin 4 listopada 1913 roku (premiera w kinie Wielki Iluzjon).

### Lata 1915–1920

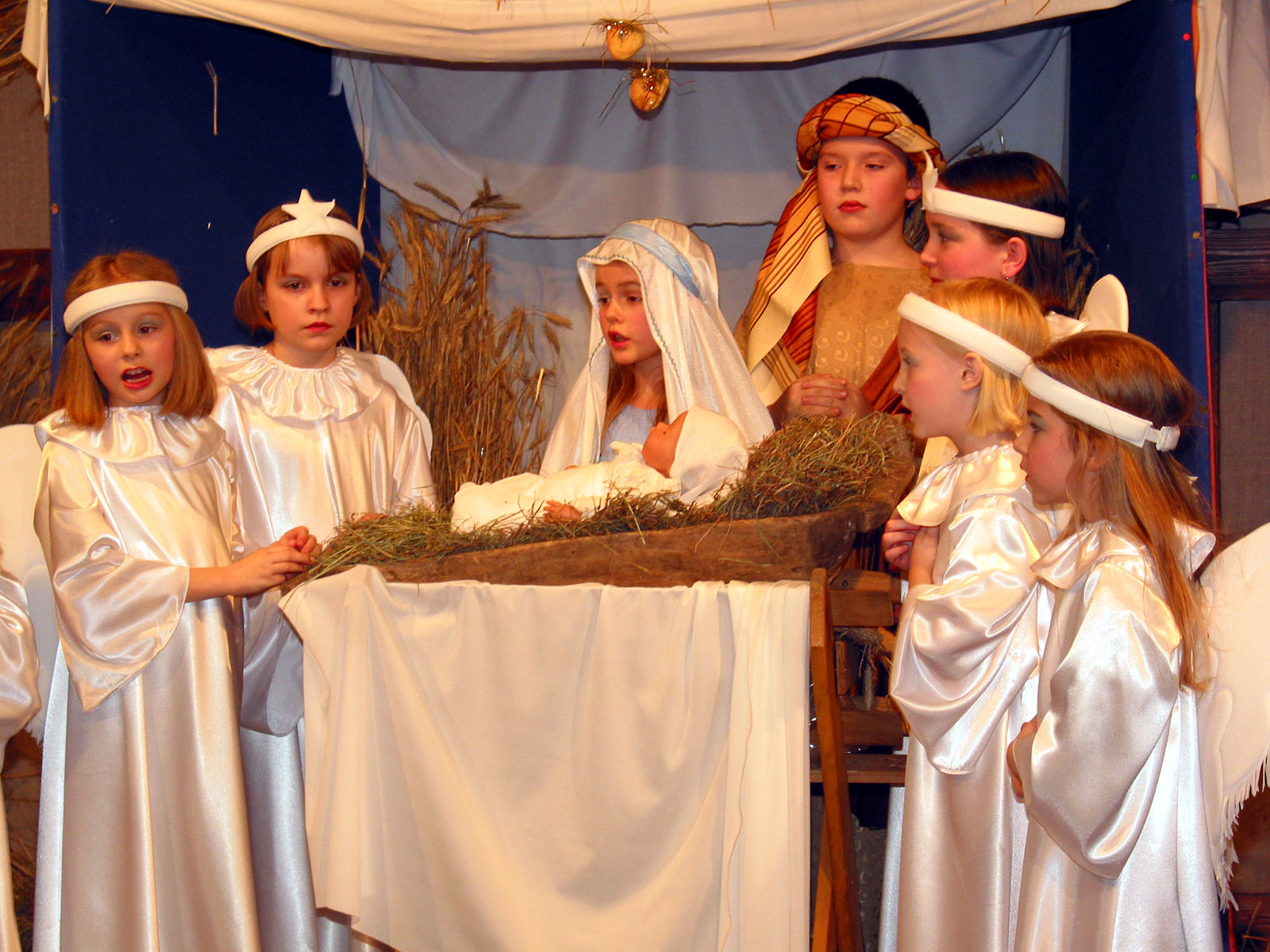
Misterium jasełkowe (amatorski teatr dziecięcy, 2003)

W czasie I wojny światowej Starska, jako osoba narodowości austriackiej, została ewakuowana do Petersburga, z którego przeniosła się do Moskwy. Grała w filmie Władysława Starewicza (Nočnyje priklučenija dariat nam naslaždienija) oraz w moskiewskich przedstawieniach Teatru Polskiego Szyfmana (1916), m.in.:
- jako Rachel w Weselu (reż. Osterwa)
- jako Idalia w Fantazym (reż. Juliusz Osterwa)
- jako Rosa Weneda w Lilli Wenedzie (reż. Szyfman)
- w wieczorze poezji Adama Mickiewicza (reż. Szyfman)

W roku 1917 brała udział w naradach z Osterwą, Szyfmanem, Limanowskim, Drabikiem, Micińskim, dotyczących planowanej reformy teatru polskiego. Uczestniczyła też w przygotowaniach do wystawienia Dziadów Adama Mickiewicza (reż. Limanowski) i rozpoczęła działalność reżyserską – wystawiła misterium jasełkowe Limanowskiego Bóg się rodzi.

### Lata 1920–1939
Po powrocie do Warszawy Starska nie była początkowo (1920–1925) związana na stałe z żadnym z teatrów. Wymienia się np. :
- 1921 – czytanie fantazji teatralnej Amor felix Zawistowskiego (teatr Reduta Osterwy)
- 1921 – udział w wieczorze poetyckim Juliana Tuwima (z Jaraczem, sala Towarzystwa Higienicznego)
- 1921/1922 – wykłady w Szkole Instruktorów Teatralnych
- 1922 – rola Joanny Cannot w Kłopotach geniusza E. A. Bennetta (Teatr „Maska”) i przedstawienia dla dzieci Bajki (sala operetki „Wodewil”)
- 1922/1923 – role w Teatrze Komedia i Teatrze im. Wojciecha Bogusławskiego
- 1923 – występy gościnne w różnych miastach Polski
- 1923/1924 – wykłady w łódzkiej Szkole Dramatycznej oraz kilka ról w łódzkim Teatrze Miejskim (m.in. ponownie Rachel w Weselu)
- 1925 – role w Teatrach „Komedia” i „Szkarłatna Maska” w Warszawie (m.in. Nastazja w Idiocie Dostojewskiego)

W sezonie 1925/1926 występowała w Teatrze im. Bogusławskiego (kierowanego przez Zelwerowicza, Schillera i Horzycę) w rolach:
- Dziewczyny w Achilleis Wyspiańskiego
- Baronowej w Słomkowym kapeluszu Labiche’a
- Franki w Pucharze wędrownym Nowakowskiego
- Elizy w Napoleonie w szlafroku Bozděcha

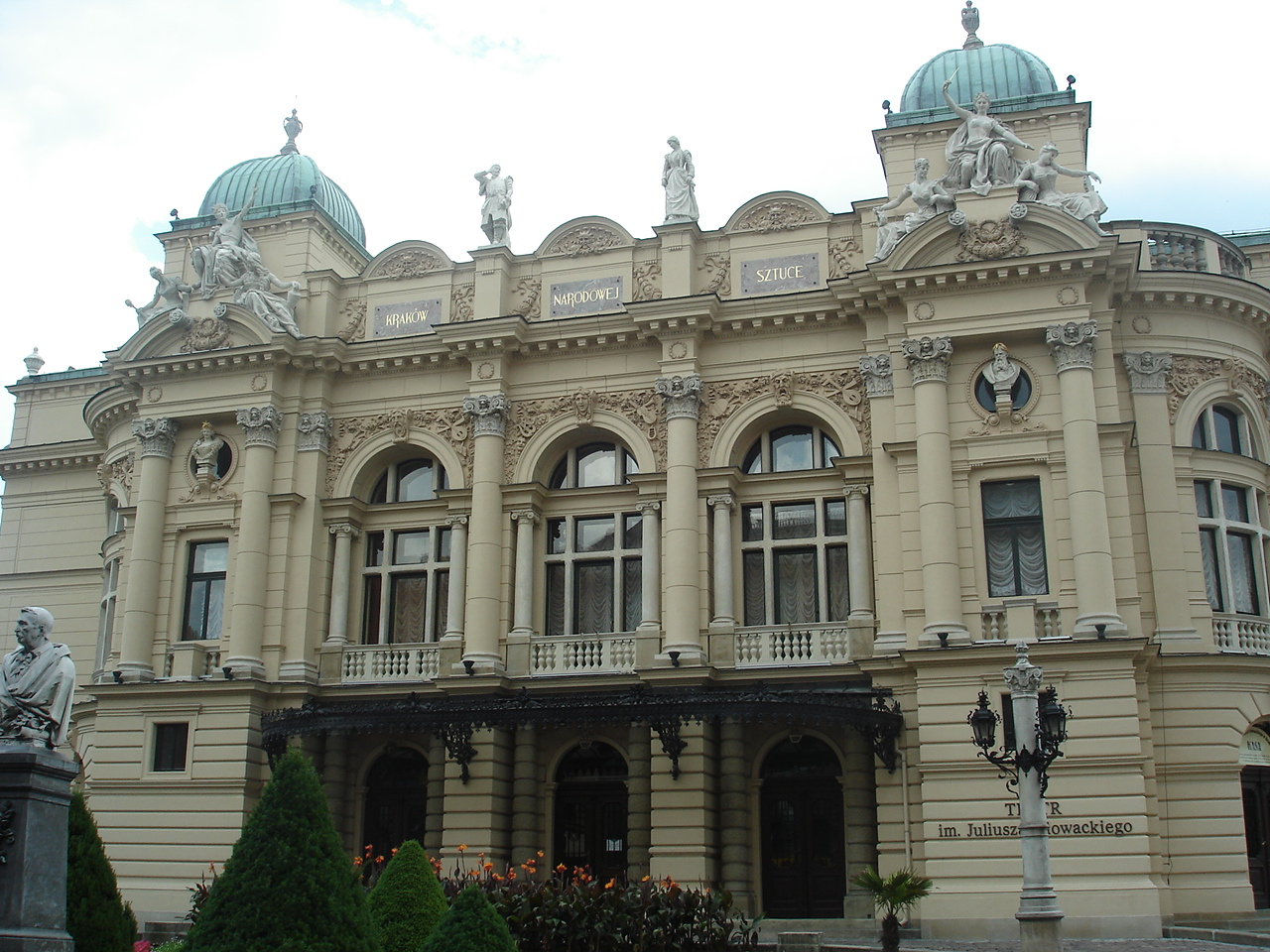
Teatr im. Juliusza Słowackiego w Krakowie

Od sezonu 1925/1926 występowała w Teatrze im. Słowackiego w Krakowie, kierowanym przez Nowakowskiego. Grała m.in.:
- Aldyt w Grobie nieznanego żołnierza Paula Raynala
- Maję w Lecie T. Rittnera
- Małgorzatę Gautier w Damie kameliowej Dumasa (syna)
- rolę tytułową w Kochanku Sybilli Thompson Pawlikowskiej-Jasnorzewskiej
- Felę w Głazie granicznym Emila Zegadłowicza
- Irenę w W pętach Bourdeta

W latach 1927–1929 wyreżyserowała Śnieg Przybyszewskiego, Simonę J. Devala i Cień Dario Niccodemiego, zorganizowała w Polskim Radiu w Krakowie słuchowiska dla dzieci i młodzieży oraz opracowała teatralne audycje dla dorosłych.
W końcu roku 1929 zrezygnowała z kariery aktorskiej i zajęła się organizacją i prowadzeniem warszawskiego teatru dla dzieci i młodzieży „Jaskółka”. Teatr zawiesił działalność w 1933 roku z powodu trudności finansowych, a Starska została zaangażowana do Teatru Miejskiego w Łodzi. Wyreżyserowała m.in. Dyktatora J. Romainsa, Stefka Devala (z Heleną Zelwerowicz), Wywczasy don Juana Wroczyńskiego.
W roku 1936 powróciła do działań na rzecz teatru dziecięcego. Na Zjeździe Delegatów ZASP wystąpiła z apelem o wprowadzenie kształcenia aktorów teatrów dziecięcych do programu realizowanego w Państwowym Instytucie Sztuki Teatralnej (PIST).
Przy Związku Nauczycielstwa Polskiego założyła Objazdowy Teatr dla Dzieci „Płomyka” i „Płomyczka”, z którym występowała w miasteczkach i wsiach Polski centralnej i wschodniej, wystawiając spektakle kukiełkowe (np. O strasznym smoku Marii Kownackiej) i inscenizacje wierszy dla dzieci (np. Juliana Tuwima). Również tej działalności nie udało się rozwinąć ze względu na trudności finansowe. W grudniu 1937 roku Starska otrzymała polecenie ZASP, dotyczące organizacji w Warszawie „Naszego teatru” dla młodzieży i wojska. Do teatru zaangażowano bezrobotnych aktorów. Starska wystawiła w nim m.in. Przyjaciela wesołego diabła Makuszyńskiego. Poza tym starała się zorganizować podróż „wozu filmowego” do Czechosłowacji, Jugosławii i Bułgarii, której celem miało być przygotowanie filmów dla dzieci i młodzieży. Realizację zamierzenia uniemożliwiła wojna.

## Okres II wojny światowej
Lata II wojny światowej Starska spędziła w okupowanej Warszawie. Utrzymywała się z pracy w kiosku i w kawiarniach oraz z handlu. W 1940 roku była więziona na Pawiaku. W czasie powstania warszawskiego przebywała na Starym Mieście.

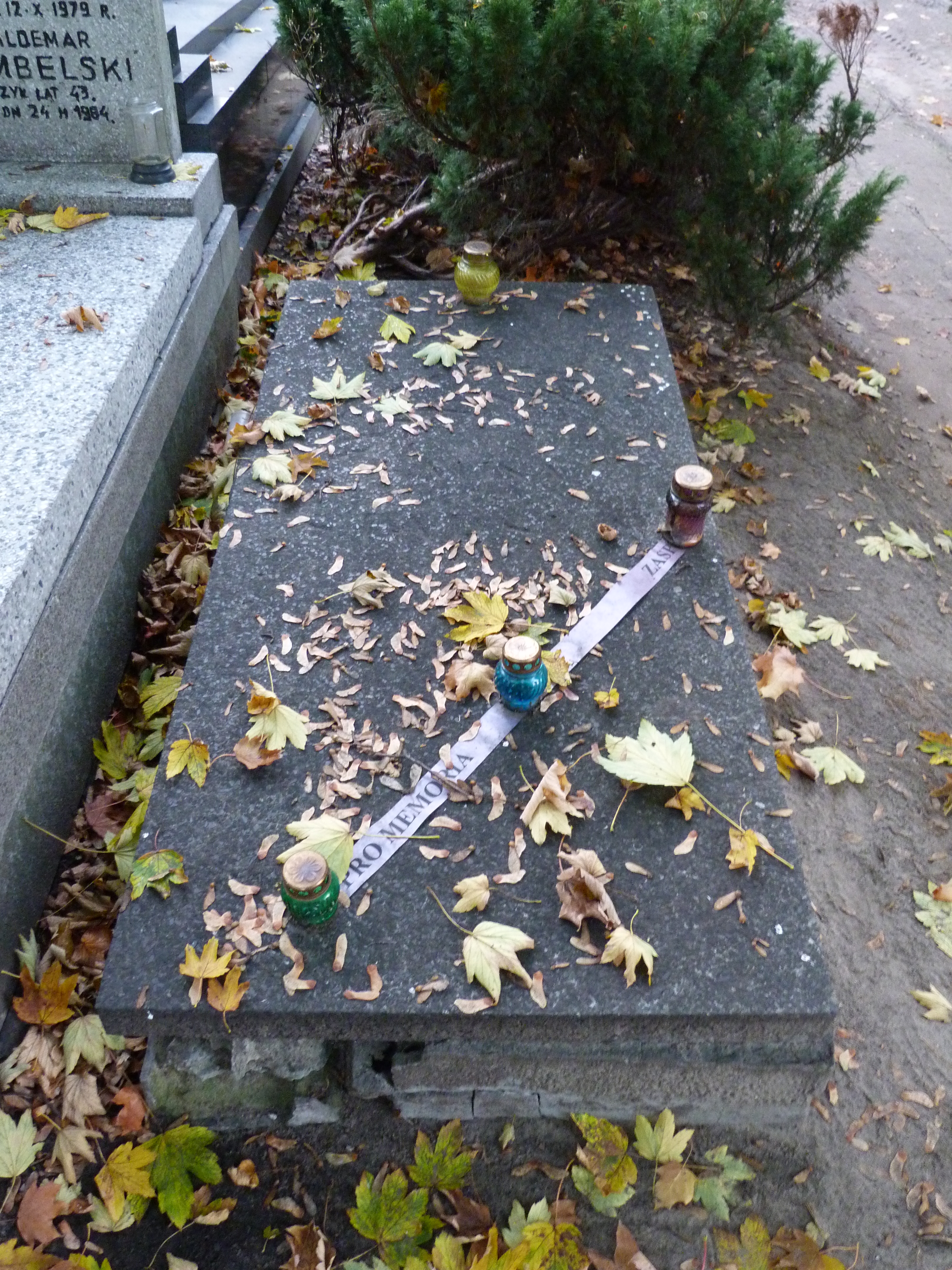
Grób Haliny Starskiej na cmentarzu Bródnowskim

## Lata powojenne
Po zakończeniu wojny reaktywowała objazdowy teatr „Jaskółka”, który został następnie połączony z krakowskim teatrem lalek „Niebieskie Migdały” i nazwany w sezonie 1947/1948 teatrem „Miniatura”. Przy teatrze utworzono Studium Dramatyczne Teatru Lalek; Starska prowadziła tu wykłady w 1948 roku. W kolejnych latach była zaangażowana jako aktorka i reżyser w Teatrach im. Stefana Jaracza w Olsztynie i Elblągu (1948/1949) oraz im. Żeromskiego w Kielcach i Radomiu (1950–1953). W tych latach występowała m.in. w:
- Wassie Żeleznowej Gorkiego (rola tytułowa)
- Moralności pani Dulskiej Zapolskiej (rola tytułowa)
- Odezwie na murze Świrszczyńskiej (Matka)
- Kruk krukowi oka nie wykole Ostrowskiego (Naumanowa)
- Tak będzie Simonow (Ciocia Sasza)
- Nie igra się z miłością de Musseta (epizod)

W ostatnich latach Starska mieszkała w Domu Artystów Weteranów Scen Polskich w Skolimowie. Zmarła w Pruszkowie. Została pochowana (jako Helena Starska-Piasecka) na cmentarzu Bródnowskim (kw. 48F-1-32) (epitafium na płycie nagrobnej nie jest czytelne).